# (782) Montefiore
(782) Montefiore ist ein Asteroid des Hauptgürtels, der am 18. März 1914 vom österreichischen Astronomen Johann Palisa in Wien entdeckt wurde.
Der Asteroid wurde nach der Frau von Alphonse Mayer Rothschild benannt.